# Canadienses checos
Se llama canadienses checos a los ciudadanos canadienses nacidos en República Checa y a quienes nacieron en  Canadá de ascendencia checa. También incluye a las personas descendientes del territorio de los países checos constitutivos del Reino de Bohemia (compuesto de Bohemia, Moravia y Silesia), o estados sucesores, ahora integrados en la República Checa . Hacia el siglo XIX, eran frecuentemente llamados bohemios. Según el censo canadiense de 2006, 98, 90 ciudadanos canadienses tenían ascendencia parcial o total checa.

## Personalidades destacadas
- Vasek Pospisil - tenista
- Jenna Talackova - modelo, presentadora de televisión
- Otto Jelinek - empresario y político, ex patinador
- Thomas J. Bata - empresario
- Josef Škvorecký - escritor, editor